# Prospection électrique
Pour les articles homonymes, voir ERI.
La prospection électrique, ou sondage électrique (en anglais, electrical resistivity tomography ou ERT), est une technique d'exploration géophysique basée sur les variations de résistivité du sous-sol, utilisant la loi d'Ohm.

## Historique
Il s'agit de la première technique scientifique d'exploration du sous-sol, mise au point par les frères Schlumberger qui créèrent leur entreprise de prospection géophysique en 1919, qui devint en 1926 la « Société de Prospection Électrique », dans le but de l'exploiter.
Elle a d'abord été utilisée pour rechercher :
- des minerais de matériaux semi-conducteurs (oxydes de fer, sulfures de cuivre) ;
- des cavités (résistantes) ;
- des fluides (eau, pétrole).

Elle est aussi utilisée dans les domaines suivants :
- en science du sol et en hydropédologie, par exemple pour mesurer le degré de compaction et d'asphyxie d'un sol agricole ou forestier. On parle alors de méthodes géophysiques de sub-surface. Elles visent à décrire la variabilité du sol — selon son profil — et de la zone insaturée ainsi que les différents processus qui s'y déroulent tels que les transferts en eau et solutés ;
- en archéologie ;
- pour l'étude de sites pollués, avant éventuelle dépollution des sols.

## Principe
La prospection électrique, et en particulier la méthode de résistivité électrique (ρ, rho) est de type galvanique. Des électrodes sont implantées dans le milieu prospecté, souvent un sol de surface, en assurant un bon contact avec le substrat. Un premier jeu d'électrodes ou dipôle électrique crée un champ électrique artificiel continu (en pratique de fréquence assez basse pour que les courants aient le temps de se stabiliser) dans le milieu. Sous l'effet de ce champ, les porteurs de charges électriques (essentiellement les ions en solution aqueuse, moins couramment les électrons dans les métaux (artéfacts) et certains minéraux semi-conducteurs, comme les oxydes de fer (hématite (Fe2O3) et magnétite (Fe3O4) et la chalcopyrite (CuFeS2), notamment) se mettent en mouvement tentant de rétablir l'équilibre électrique du milieu. Ce déplacement de charges électriques est une migration de charges libres : on parle de conduction ohmique, responsable d'un courant électrique et d'une différence de potentiel associée. Cette différence de potentiel est mesurée entre deux autres électrodes (ou dipôle), dites passives.
Par approximation au régime électrique stationnaire, la loi d'Ohm (U = RI) est utilisée. Elle permet de caractériser le milieu par sa résistance R (ou résistivité tenant compte du volume du milieu investi) à partir de la mesure de différence de potentiel U et du courant I.
La résistivité électrique est donc la propriété d'un milieu conducteur à limiter le passage d'un courant électrique. Elle se mesure en ohm × mètre (Ω·m) et son inverse est la conductivité électrique qui s'exprime en siemens par mètre (S/m).
Les appareils de mesure sont des résistivimètres.
La simple utilisation d'un ohmmètre situé entre deux électrodes plantées dans le sol ne donnerait qu'une indication sur la qualité du contact entre les électrodes et le sol. Il faut donc dissocier l'émission du courant, par un dipôle dont la taille est adaptée à la profondeur maximale à laquelle on s'intéresse, et la mesure de la différence de potentiel, aux bornes d'un autre dipôle dont la taille est adaptée à la résolution qu'on désire obtenir.
La mesure de résistivité brute, représentative d'un certain volume du milieu en fonction de l'inter-distance entre les électrodes, est appelé la résistivité apparente. Pour déterminer le profil de résistivité en fonction de la profondeur, on utilise des modèles d'inversion, notamment la régularisation de Tikhonov mise au point dans les années 1930, une des méthodes les plus utilisées pour résoudre les problèmes inverses. La contribution d'Andreï Nikolaïevitch Tikhonov à la prospection géoélectrique permit la découverte d'importants gisements de minerai de cuivre en Union soviétique. 
À proximité du milieu du dipôle émetteur les lignes de courant sont sensiblement parallèles et équidistantes. Il est donc possible de faire plusieurs mesures à partir d'une seule position du dipôle émetteur (dont la mise en place et l'utilisation sont contraignantes du point de vue de la sécurité). On considère généralement qu'une mesure effectuée à une distance du milieu du dipôle émetteur de l'ordre d'un tiers de sa longueur ne dépend pas de sa position exacte, mais seulement de son orientation et de la position de la mesure.
Pour s'affranchir des perturbations causées par les  courants telluriques, on effectue plusieurs mesures en inversant le sens du courant.

## Interprétation
Dans certains cas on peut se contenter de tracer une carte de résistivité, en divisant la différence de potentiel mesurée par l'intensité. C'est parfois encore le cas des simples profils de résistivité dans les diagraphies en forage. 
Ce sont les frères Conrad et Marcel Schlumberger qui ont inventé les diagraphies — initialement dénommées « carottage électrique » car elles se substituaient partiellement au carottage tubulaire usuel. La première mesure de ce type date du 5 septembre 1927. Elle fut réalisée sur le puits Pechelbronn en Alsace.
On peut également réaliser à l'avance des modélisations prédictives sur base de certaines hypothèses sur la structure du sous-sol et comparer ensuite les résultats théoriques attendus aux mesures réelles sur le terrain pour vérifier si le modèle était valide (validation du modèle théorique par confrontation avec la réalité).